# 톄시구 (선양시)

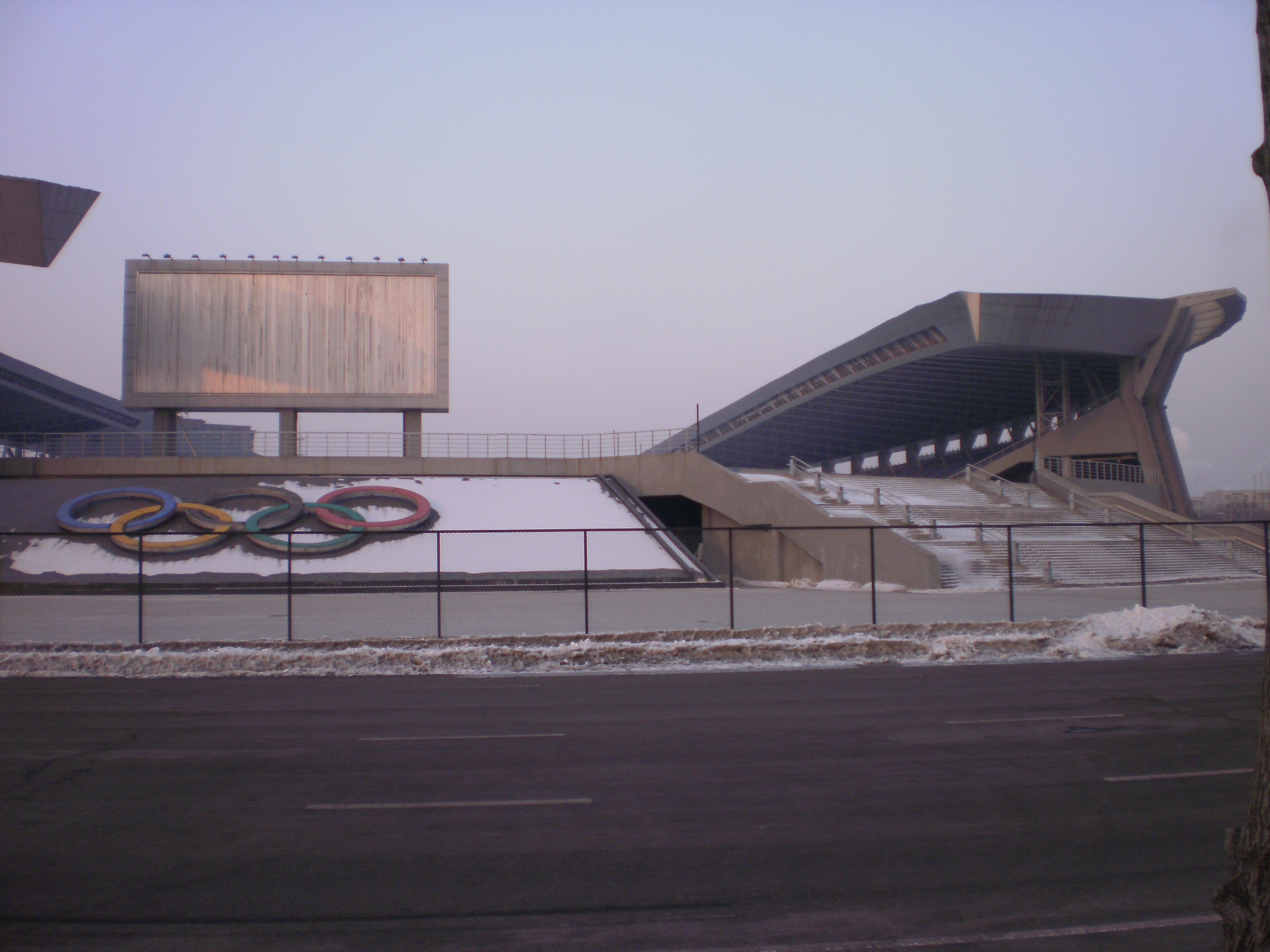

톄시구(한국어: 철서구, 중국어: 铁西区, 병음: Tiěxī Qū)는 중화인민공화국 랴오닝성 선양시의 행정구역이다. 넓이는 39km2이고, 인구는 2007년 기준으로 820,000명이다. 톄시 구는 공업이 발달해있다. 또한 대규모의 주거 단지와 중소 규모의 쇼핑 단지도 있다. 톄시에는 또한 선양 경제기술개발구가 있다. 새 개발 구역은 톄시 구와 함께 총 면적 126km2에 100만의 인구를 포함하고 있다.

## 행정 구역
20개 가도를 관할한다.
- 가도: 凌空街道, 轻工街道, 卫工街道, 七路街道, 十二路街道, 路官街道, 齐贤街道, 兴工街道, 启工街道, 霁虹街道, 重工街道, 兴华街道, 工人村街道, 贵和街道, 兴顺街道, 艳粉街道, 笃工街道, 兴齐街道, 保工街道, 云峰街道.